# Martin Dubreuil
Pour l’article homonyme, voir Dubreuil.
Martin Dubreuil, né le 26 mai 1972 à Montréal (Québec), est un acteur, parolier et tambouriniste québécois (canadien).
Il incarne le personnage de Johnny Maldoror dans le groupe de musique Les Breastfeeders.
Lors du gala Québec Cinéma 2019, il remporte le prix Iris de la meilleure interprétation masculine dans un premier rôle, alors qu'il prête ses traits au poète Yves Boisvert dans le film À tous ceux qui ne me lisent pas.

## Filmographie

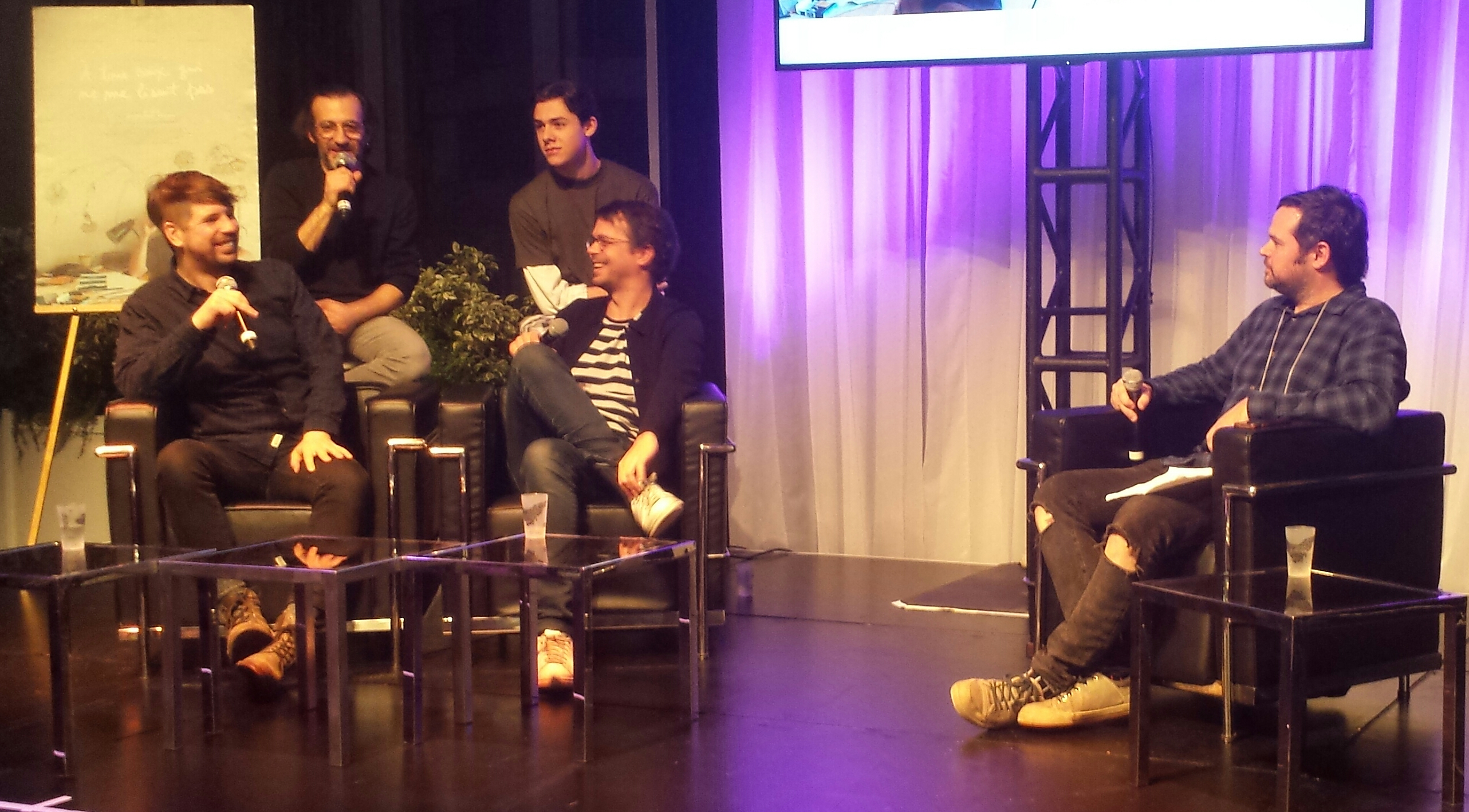
Sébastien Dulude, Yan Giroux, Guillaume Corbeil, Martin Dubreuil et Henri Picard au salon du livre de Montréal en 2018.

### Au cinéma
- 1999 : Elvis Gratton II : Miracle à Memphis  de Pierre Falardeau, Julien Poulin : père punk Elvis[3]
- 1999 : Urban Flesh d'Alexandre Michaud : Kane
- 2000 : L'Idée noire de Mireille Dansereau
- 2001 : L'Ange de goudron de Denis Chouinard : Claude
- 2001 : 15 février 1839 de Pierre Falardeau : François-Xavier Prieur
- 2003 : Sur le seuil d'Éric Tessier : Édouard Villeneuve
- 2004 : Elvis Gratton XXX : La Vengeance d'Elvis Wong  de Pierre Falardeau et Julien Poulin : technicien télé-Égout
- 2007 : Les 3 P'tits Cochons de Patrick Huard : livreur du chien
- 2008 : La Ligne brisée de Louis Choquette : client
- 2008 : Tout est parfait de Yves Christian Fournier : Réal, assistant gérant du dépanneur
- 2009 : Les Pieds dans le vide  de Marilou Wolfe : employé au centre
- 2009 : Demain de Maxime Giroux : Marcoux
- 2010 : Les Sept Jours du talion de PodZ : Anthony Lemaire[3]
- 2010 : Le Poil de la bête de Philippe Gagnon : Légaré
- 2010 : 10 ½ de PodZ : Luc Lebeau
- 2010 : Deux Fois une femme de François Delisle : ouvrier
- 2010 : Jo pour Jonathan de Maxime Giroux : évaluateur SAAQ
- 2011 : Gerry de Alain DesRochers : Pierre Huet[3]
- 2011 : La Run de Demian Fuica : « Le Rat »
- 2011 : Enfin l'automne de Patrick Boivin et Olivier Roberge : ami de Sophie
- 2012 : L'Affaire Dumont de PodZ : Me Paul Gélinas
- 2013 : La Maison du pêcheur d'Alain Chartrand : « Le Zo »
- 2013 : Chasse au Godard d'Abbittibbi d'Éric Morin : Paul
- 2013 : Ressac de Pascale Ferland : Philippe
- 2014 : Bunker de Patrick Boivin et Olivier Roberge : soldat Tremblay
- 2014 : Félix et Meira de Maxime Giroux : Félix Saint-François[3]
- 2014 : Les Loups de Sophie Deraspe : Maxime
- 2016 : Déserts de Charles-André Coderre et Yann-Manuel Hernandez : ami de Marc
- 2016 : Avant les rues de Chloé Leriche : Thomas Dugré[4]
- 2016 : Maudite Poutine de Karl Lemieux : Michel[5]
- 2017 : De père en flic 2 d'Émile Gaudreault : Édouard Lemire[3]
- 2018 : À tous ceux qui ne me lisent pas de Yan Giroux : Yves Boisvert (poète)[6]
- 2019 : La Grande Noirceur de Maxime Giroux : Philippe[3]
- 2019 : Le Vingtième Siècle de Matthew Rankin : John Christian Schultz
- 2021 : Maria Chapdelaine de Sébastien Pilote : Edwige Légaré[7]
- 2021 : La Contemplation du mystère d'Albéric Aurtenèche : André
- 2021 : Soumissions de Emmanuel Tardif (en) : Joseph[8]
- 2022 : Inès de Renée Beaulieu[9] : Chaman
- 2022 : Promenades nocturnes de Ryan McKenna[10],[11]
- 2023 : Le Temps d'un été de Louise Archambault[12],[13] : Sam[14]
- 2023 : Une femme respectable de Bernard Émond[15],[16] : Paul Emile Lemay
- 2023 : Écho à Delta de Patrick Boivin[17] : Steve[18]
- 2023 : Kanaval de Henri Pardo[19]
- 2023 : L'Ouragan FYT de Ara Ball : Pierro[20]
- 2023 : Soleils Atikamekw de Chloé Leriche[20]
- 2023 : Le Huitième étage, jours de révolte de Pedro Ruiz : Jacques Lanctôt[21]
- 2024 : Ababouiné d'André Forcier : André Rochette[22]

### À la télévision
- 1999 : Deux frères (TV séries) : Benoit
- 2002 : Tabou : informaticien
- 2003 : Prends un grand respire , épisode 3, saison 3 de la série télévisée 3X Rien : client voleur
- 2003 : Tragic Trafic : Part 1 & 2, épisodes 5 et 6, saison 1 de la série télévisée Les Aventures tumultueuses de Jack Carter : Étienne, assistant technicien
- 2006 : Casino de Réjean Tremblay - saison 1, épisode 3 (série télévisée) : fétichiste
- 2009 -... : Le Gentleman (série télévisée) : « Ti-Paulo » Roy
- 2010 : C.A. (série télévisée) - 3 épisodes : Steve
- 2010 : Musée Éden  - épisode #1.8 (série télévisée) : Joseph Vallières
- 2011 : Trauma - épisode 2 Admiration et Mépris, saison 7 (série télévisée) : Paul Dubreuil
- 2013 : 19-2 - épisode #2.7 (série télévisée) : André[23]
- 2016 : L'Imposteur (série télévisée) - 4 épisodes : Grégoire
- 2016 : Victor Lessard (série télévisée) - André Lortie[24]
- 2017 : Fatale-Station - épisode #1.10 (série télévisée) : Denis Lavoie
- 2017 : Les Pays d'en haut (série télévisée) - 4 épisodes de la saison 2 : Basile Fourchu
- 2017 : Vieux Jeu (web-série) - 5 épisodes : Bernard
- 2019-2022 Les Honorables : Viateur Lajoie
- 2022 : Motel Paradis (en) : Patrick Nelson (Pat Pat)[25]
- 2021-2024 : Bête noire : Sergent Jasmin Boisvert[26],[27]
- 2024 : IXE-13 : Rick Gallaher[28]
- 2024 : À coeur battant : Frédéric Lauzon[29]

### Au théâtre
- 2013 : Le chant de meu de Robin Aubert[30]
- 2019 : Parce que la nuit de Brigitte Haentjens[6]

## Distinctions

### Prix
- 2019 : prix Iris - meilleure interprétation masculine dans un premier rôle pour À tous ceux qui ne me lisent pas[2].

### Nominations
- 2011 : nomination à la 13e cérémonie des Jutra : Meilleur acteur de soutien dans Les Sept Jours du talion.
- 2011 : nomination à la 31e cérémonie des prix Génie : Meilleur acteur dans un rôle de soutien dans 10 ½[31].
- 2017 : nomination Gala Québec cinéma : Meilleure interprétation second rôle masculin pour Maudite poutine[32].
- 2019 : nomination aux Prix Écrans canadiens : Meilleure interprétation masculine dans un premier rôle pour La Grande Noirceur[33].
- 2022 : nomination Gala Québec cinéma : Meilleure interprétation masculine/rôle de soutien pour Maria Chapdelaine[34].
- 2024 : nomination aux Prix Écrans canadiens : Meilleure interprétation dans un rôle de soutien, drame pour Kanaval[35].